# Championnat de Pologne de football américain
Le Championnat de Pologne de football américain est une compétition sportive réunissant depuis 2006, l'ensemble des clubs amateurs polonais de football américain.
La compétition est organisée par la Ligue Polonaise de football américain (Polska Liga Futbolu Amerykańskiego en polonais ou PLFA en abrégé).

## Organisation
Les divers clubs polonais se sont divisés après la saison 2017 créant deux ligues polonaises :
- La Polska Liga Futbolu Amerykańskiego (PLFA)
- La Liga Futbolu Amerykańskiego (LFA).

En PLFA, pour la saison 2018, les clubs polonais y affiliés sont répartis comme suit :
- Top Ligua : 2 ligues (nord et sud) de 4 équipes
- PLFA 8 : 3 groupes de respectivement 3, 2 et 3 équipes de 8 joueurs (équipes réserves et plus petits clubs)
- PLFA J-8 : 4 équipes de jeunes de 8 joueurs (- de 17 ans)

En LFA, pour la saison 2018, les clubs polonais y affiliés sont répartis comme suit :
- LFA1 : 3 groupes de 4 équipes
- LFA2 : 2 groupes de respectivement 3 et 4 équipes
- LFA9 : 4 groupes de respectivement 3, 3, 4 et 3 équipes de 9 joueurs (équipes réserves et plus petits clubs)
- JLFA : 3 groupes de 3 équipes de jeunes (- de 17 ans)

Le championnat élite (Top Ligua) de la PLFA débute en mars/avril et se termine en juin/juillet. Les équipes des deux groupes se rencontrent en match aller-retour en saison régulière. Celle-ci est suivie de deux matchs de wild-card, de deux demi-finales et de la finale dénommée « Polish Bowl » mais officiellement dénommée SuperFinal depuis 2011.

## Palmarès

### PLFA
| Date             | Lieu      | Finale                            | Vainqueur           | Résultat | Finaliste           | Spectateurs |
| ---------------- | --------- | --------------------------------- | ------------------- | -------- | ------------------- | ----------- |
| 12 novembre 2006 | Varsovie  | Polish Bowl I                     | Warsaw Eagles       | 34-06    | Pomorze Seahawks    | 1 300       |
| 14 octobre 2007  | Varsovie  | Polish Bowl II                    | The Crew Wrocław    | 18-0     | Silesia Miners      | ?           |
| 18 octobre 2008  | Wrocław   | Polish Bowl III                   | Warsaw Eagles       | 26-14    | Pomorze Seahawks    | 800         |
| 17 octobre 2009  | Varsovie  | Polish Bowl IV                    | Silesia Miners      | 18-07    | The Crew Wrocław    | 1 200       |
| 24 juillet 2010  | Wrocław   | Polish Bowl V                     | Devils Wrocław      | 26-21    | The Crew Wrocław    | 1 200       |
| 17 juillet 2011  | Bielawa   | SuperFinal I (Polish Bowl VI)     | The Crew Wrocław    | 27-26    | Devils Wrocław      | 1 500       |
| 15 juillet 2012  | Varsovie  | SuperFinal II (Polish Bowl VII)   | Gdynia Seahawks     | 52-37    | Warsaw Eagles       | 23 000      |
| 19 octobre 2013  | Varsovie  | SuperFinal III (Polish Bowl VIII) | Warsaw Eagles       | 29-13    | Giants Wrocław      | 16 500      |
| 2 août 2014      | Gdynia    | SuperFinal IV (Polish Bowl IX)    | Gdynia Seahawks     | 41-32    | Panthers de Wrocław | 7 100       |
| 11 juillet 2015  | Wrocław   | SuperFinal V (Polish Bowl X)      | Gdynia Seahawks     | 28-21    | Panthers de Wrocław | 14 000      |
| 16 juillet 2016  | Białystok | SuperFinal VI (Polish Bowl XI)    | Panthers de Wrocław | 56-13    | Gdynia Seahawks     | 5 300       |
| 25 juin 2017     | Łódź      | SuperFinal VII (Polish Bowl XII)  | Panthers de Wrocław | 55-21    | Gdynia Seahawks     | 5 100       |
| 21 juillet 2018, | Ząbki     | SuperFinal VIII                   | Warsaw Eagles       | 33-12    | Poznan Kozly        | ?           |

### LFA
| Date            | Lieu     | Finale           | Vainqueur                    | Résultat | Finaliste                    | Spectateurs |
| --------------- | -------- | ---------------- | ---------------------------- | -------- | ---------------------------- | ----------- |
| 21 juillet 2018 | Varsovie | Polish Bowl XIII | Lowlanders de Białystok (pl) | 14 - 13  | Panthers de Wrocław          | 4 000       |
| 29 juin 2019    | Varsovie | Polish Bowl XIV  | Panthers de Wrocław          | 28 - 14  | Lowlanders de Białystok (pl) | NC          |

## Logo

Ancien logo de la PLFA
Logo de la PLFA depuis 2015
Logo de la LFA depuis 2018